# Сарун Ван
Сарун Ван (англ. Sarun Van, 5 мая 1949) — камбоджийский пловец. Участвовал в летних Олимпийских играх 1972 года.

## Биография
Сарун Ван родился 5 мая 1949 года.
В 1972 году вошёл в состав сборной Кхмерской Республики на летних Олимпийских играх в Мюнхене. Выступал в трёх дисциплинах плавания.
На дистанции 100 метров на спине занял 7-е место среди семи участников предварительного заплыва, показав результат 1 минута 7,26 секунды, и не попал в число 16 пловцов с лучшим временем, которые продолжили борьбу в полуфинале. Самнанг уступил худшему среди квалифицировавшихся в следующую стадию Иану Маккензи из Канады 6,15 секунды.
На дистанции 200 метров на спине занял 5-е место среди шести участников предварительного заплыва (2.24,42) и не попал в число восьми пловцов с лучшим временем, вышедших в финал. Самнанг проиграл худшему среди пробившихся в решающий заплыв Жану-Полю Бержо из Франции 14,49 секунды.
Оба результата Сарун Вана были рекордами страны, которые продержались до 2010-х годов.
В эстафете 4х100 метров комплексным плаванием сборная Кхмерской Республики, за которую также выступали Сокхон И, Чхай-Кхенг Нхем и Самнанг Прак, заняла последнее, 6-е место в полуфинальном заплыве (4.20,71), значительно уступив даже квартету из Польши, финишировавшему пятым (4.07,87).